# 张行信
张行信（1163年—1231年），字信甫，金朝莒州日照县（今山东省日照市）人，本名行忠，后来避讳庄献太子完顏守忠，改名行信。
大定二十八年（1188年）中进士，官铜山县令。明昌元年（1190年），因为清廉擢升监察御史。泰和三年（1203年），张行信同知山东西路转运使，签河东路按察司事。崇庆二年（1213年），张行信为左谏议大夫，当时胡沙虎因罪罢官，皇帝完颜永济想要重新启用，没有敢说话的，只有张行信两次上书，说胡沙虎不可用。但是完颜永济没有听信，后来胡沙虎复官，废黜了完颜永济。金宣宗即位，建言立储，被采纳。金朝迁都南京开封府，他历任吏部、户部、礼部尚书和参知政事，后来以私通红袄军和南宋的嫌疑被贬官，出任彰化軍、保大軍节度使。元光元年（1222年）为静难军节度使兼邠州管内观察使，不久致仕。金哀宗即位，起用他为尚书左丞，但是上书言事不如以前，人望颇减，不久，再次致仕。张行信就在汴京城东，修葺花园，建筑凉亭号称静隐亭，在家以抄书教子孙为事。正大八年（1231年）张行信在嵩山崇福宫去世，年六十九岁。

## 延伸阅读
[在维基数据编辑]
 《金史/卷107》，出自脱脱《遼史》